# IDW Media Holdings
Die IDW Media Holdings ist eine US-amerikanische Holdinggesellschaft mit Sitz in Stamford (Connecticut), Vereinigte Staaten. Sie entstand am 19. September 2009 als CTM Media Holdings und fasst frühere Geschäftsbereiche des amerikanischen Telekommunikationskonzerns IDT Corporation zusammen. Im August 2015 firmierte sie auf den aktuellen Namen um.
Zu der Abspaltung kam es, da sich das IDT-Management mehr auf sein Kerngeschäft konzentrieren wollte. Um die alleinige Überlebensfähigkeit der CTM Media Holdings zu gewährleisten, wurden der neuen Gesellschaft ein großer Barmittelbestand und zahlreiche latente Steueransprüche mit auf den Weg gegeben.
CEO Jonas Howard ist gleichzeitig Mehrheitsaktionär und ist für diese Tätigkeit bereits bis 2018 verpflichtet. Die früher zur Holding gehörende WMET Radiostation in Washington, D.C. wurde im Februar 2010 für 4 Millionen Dollar an die Gesellschaft Huffines Media verkauft.
Durch die steigende Zahl an Comicverkäufen und Graphic Novels ist die Gesellschaft heute sehr profitabel und konnte im Jahr 2012 ein operatives Ergebnis von 3,71 Millionen US-Dollar erzielen.

## Aktuelle Bestandteile

### IDW Publishing
IDW Publishing ist ein führender amerikanischer Verlag im Bereich von Comic-Heften und Kinderbüchern. Der Verlag erlangte durch Eigenproduktionen wie 30 Days of Night und Locke & Key auch international größere Bekanntheit.
Der Verlag legt einen großen Schwerpunkt seiner Produktpalette auf lizenzierte Franchises aus Computerspielen, Filmen und Spielzeugartikeln. Zu den bekannteren Publikationen gehören Comicserien wie Star Trek, Transformers, Akte X, G.I. Joe, My Little Pony und Angry Birds.
Einer der bisher größten Erfolge war die Erstausgabe der Comicserie My Little Pony. Diese erreichte über 100 000 Vorbestellungen und lag damit im Erscheinungsmonat vor Platzhirschen wie Spider-Man und Superman.
Inzwischen hat IDW Publishing sein Geschäftsfeld auf Filmproduktionen und den Brettspielmarkt ausgeweitet.

### CTM Media Group
CTM Media Group ist eine Marketingfirma, die sich auf den Tourismusmarkt spezialisiert hat. Das Unternehmen betreibt das Internetportal Ettractions.com. Zudem werden Broschüren und digitale Terminals in weiten Teilen der USA vertrieben.
CTM Media Group arbeitet seit Jahren wenig rentabel, da die Wirtschaftskrise 2008 starke Spuren in den Budgets der Werbekundschaft hinterlassen hat.